# Pavel Bajec
Pavel Bajec, slovenski rimskokatoliški duhovnik in misijonar, * 15. januar 1951, Malo Polje.

## Življenje in delo
Rodil se je v kmečki družini. Osnovno šolo je v letih 1957−1966 obiskoval na Colu. Po končani osnovni šoli je šel v Srednjo versko šolo v Vipavo, kjer je leta 1970 maturiral. Po odsluženju vojaškega roka v JLA je vstopil v ljubljansko bogoslovno semenišče in se vpisal na Teološko fakulteto. Posvečen je bil 29. junija 1976 v Kopru, novo mašo pa je pel 4. julija 1976 na Colu. Po novi maši je opravljal službo nedeljskega kaplana v Tolminu in končal študij teologije. Leta 1977 je bil imenovan za rednega kaplana v Kobaridu, jeseni naslednjega leta pa je odšel za bratom Ivanom za misijonarja na Slonokoščeno obalo.